# Sinfonia n. 2 (Šostakovič)
La Sinfonia n. 2 in si maggiore (Op. 14, All'Ottobre) di Dmitrij Šostakovič fu composta in occasione del decimo anniversario della Rivoluzione d'ottobre, evento ricordato sia dal sottotitolo sia dal testo cantato nell'ultima sezione della composizione.

## Prima
La sinfonia è stata eseguita per la prima volta dall'Orchestra sinfonica di Leningrado, diretta da Nikolai Malko, già direttore della première della Prima sinfonia, il 5 novembre 1927.

## Struttura
Si tratta di un lavoro di musica sperimentale articolato in un unico movimento, introdotto da un tempo Largo e concluso da un coro, con parole di Alexander Bezymensky in onore di Lenin: My shli, my prosili raboty i khleba ("Siam venuti, abbiamo chiesto lavoro e pane").
Il brano è diviso in quattro sezioni, come fosse una sinfonia con quattro movimenti senza soluzione di continuità:
Largo, Semiminima = 152, Poco meno mosso, Coro "All'Ottobre", quest'ultimo introdotto da una sirena, ricordante appunto il suono delle fabbriche.

Di seguito si riporta il testo del coro "All'Ottobre":
Russo
Мы шли, мы просили работы и хлеба,

Сердца были сжаты тисками тоски.

Заводские трубы тянулися к небу,

Как руки, бессильные сжать кулаки.

Страшно было имя наших тенет:

Молчанье, страданье, гнет.

Но громче орудий ворвались в молчанье

Слова нашей скорби, слова наших мук.

О Ленин! Ты выковал волю страданья,

Ты выковал волю мозолистых рук.

Мы поняли, Ленин, что наша судьба

Носит имя: борьба.

Борьба! Ты вела нас к последнему бою.

Борьба! Ты дала нам победу Труда.

И этой победы над гнетом и тьмою

Никто не отнимет у нас никогда.

Пусть каждый в борьбе будет молод и храбр:

Ведь имя победы – Октябрь!

Октябрь! – это солнца желанного вестник.

Октябрь! – это воля восставших веков.

Октябрь! – это труд, это радость и песня.

Октябрь! – это счастье полей и станков.

Вот знамя, вот имя живых поколений:

Октябрь, Коммуна и Ленин.
Traduzione italiana
Abbiamo marciato, abbiamo chiesto lavoro e pane.

I nostri cuori sono stati stretti in una morsa di angoscia.

Le ciminiere delle fabbriche si allungarono verso il cielo

come mani, incapaci di stringere un pugno.

Terribili erano i nomi dei nostri ceppi:

silenzio, sofferenza, oppressione.

Ma più forte di spari scoppiarono nel silenzio

le parole del nostro dolore, le parole della nostra sofferenza.

O Lenin! Tu hai plasmato la volontà della sofferenza,

Tu hai plasmato la libertà dalle nostre mani callose.

Sapevamo, o Lenin, che il nostro destino 

Ha generato una parola: lotta.

Lotta! Ci ha portato alla battaglia finale.

Lotta! Ci ha dato la vittoria per mezzo del lavoro.

E questa vittoria sull'oppressione e l’oscurità

nessuno potrà mai togliercela!

Facciamo tutto nella lotta per essere giovani e audaci:

Il nome di questa vittoria è Ottobre!

Ottobre! Messaggero dell'inizio atteso.

Ottobre! Libertà dei secoli ribelli.

Ottobre! Lavoro,  gioia e canto.

Ottobre! Felicità nei campi e nei banchi di lavoro,

Questo è lo slogan e questo è il nome delle generazioni viventi:

Ottobre, il Comunismo e Lenin.

## Registrazioni
- "Shostakovic, the symphonies", Vladimir Ashkenazy, Royal P. O., St Petersburg P. O., NHK S.O.